# Paranámyrsmyg
Paranámyrsmyg (Stymphalornis acutirostris) är en fågel i familjen myrfåglar inom ordningen tättingar.

## Utbredning och systematik
Paranámyrsmygen delas in i två underarter med följande utbredning:
- Stymphalornis acutirostris acutirostris – södra Brasilien i Paraná och nordostligaste Santa Catarina
- Stymphalornis acutirostris paludicola – sydöstra Brasilien i São Paulo

Underarten paludicola urskiljs ofta som en egen art.

## Släktestillhörighet
Fågeln placeras antingen som enda art i släktet Stymphalornis eller inkluderas i Formicivora.

## Status
IUCN bedömer hotstatus för underarterna (eller arterna) var för sig, acutirostris som nära hotad och paludicola som akut hotad.